# Obergröningen
Obergröningen ist eine Gemeinde in Baden-Württemberg und gehört zum Ostalbkreis.

## Geographie
Obergröningen hat Anteil an den Naturräumen Östliches Albvorland und Schwäbisch-Fränkische Waldberge, die beide zum Schwäbischen Keuper-Lias-Land zählen. Es liegt nördlich von Schwäbisch Gmünd auf der Frickenhofer Höhe, einem Höhenrücken, der sich südlich des Kochers entlangzieht. Das Gemeindegebiet erstreckt sich vom Kochertal in 355 Meter über NN bis zum Galgenberg im 515 Meter Höhe und greift bei Algishofen auch etwas auf die rechte Kocherseite über.

### Nachbargemeinden
Die Gemeinde grenzt im Norden und Osten an Abtsgmünd, im Süden an Schechingen und im Westen an Eschach.

### Gemeindegliederung
Zur Gemeinde Obergröningen gehören das Dorf Obergröningen, die Weiler Algishofen, Buchhof, Fach und Rötenbach, die Höfe Bräunlesrain, Brandhof, Schlauchhof und Wahlenhalden und die Häuser Reute und Suhhaus sowie eine abgegangene Burg auf dem „Schloßburren“.

### Flächenaufteilung
Nach Daten des Statistischen Landesamtes, Stand 2014.

## Geschichte
Obergröningen wurde 1248 erstmals in einer Urkunde erwähnt. Im Jahre 1436 kamen Ober- und Untergröningen von den Herren von Rechberg zu den Schenken von Limpurg. Während des Dreißigjährigen Kriegs verlor das Dorf nahezu alle Einwohner durch Kriegseinwirkungen und Seuchen. Im Jahr 1635 sind ungefähr 100 Personen der Pest zum Opfer gefallen und in einem Massengrab beerdigt worden. 
Über den Erbweg geriet Obergröningen 1774 vom Landesteil Limpurg-Sontheim-Gröningen an die Fürsten zu Hohenlohe-Bartenstein. Der Fürst von Colloredo-Mannsfeld erlangte 1804 kurzzeitig die Herrschaft über den Ort, ehe er 1806 an das Königreich Württemberg fiel und dem Oberamt Gaildorf zugeordnet wurde. Als das alte Oberamt während der NS-Zeit in Württemberg aufgelöst wurde, kam Obergröningen 1938 zum Landkreis Schwäbisch Gmünd. Nach dem Zweiten Weltkrieg lag die Gemeinde in der Amerikanischen Besatzungszone und somit im neu gegründeten Land Württemberg-Baden, das 1952 im jetzigen Bundesland Baden-Württemberg aufging. Seit der Kreisreform von 1973 befindet sich Obergröningen im Ostalbkreis.

## Religionen
Nach Einführung der Reformation wurde Obergröningen protestantisch. So gehörten 1852 410 der 430 Einwohner der Evangelischen Kirche an. Die evangelische Kirchengemeinde Obergröningen umfasst auch Hohenstadt und Schechingen. Seit den 1980er Jahren leben auch mehrere Mitglieder der Zeugen Jehovas in der Gemeinde. Im Februar 2014 waren es 21.

## Demographie
Einwohnerentwicklung:
| Jahr | Einwohner |
| ---- | --------- |
| 1990 | 421       |
| 2001 | 450       |
| 2011 | 463       |
| 2021 | 436       |

## Politik
Verwaltungsverband

Die Gemeinde gehört dem Gemeindeverwaltungsverband Leintal-Frickenhofer Höhe mit Sitz in Leinzell an.
Bürgermeister

Jochen König (zugleich Bürgermeister der Nachbargemeinde Eschach) versieht das Amt in Obergröningen ehrenamtlich.

## Sehenswürdigkeiten
Die Nikolauskirche wurde im 14. Jahrhundert im romanischen Stil erbaut. Die Schießscharten im quadratischen Turm weisen sie als eine Wehrkirche aus. Über dem Langhaus befindet sich ein großer Raum, in dem die Dorfbewohnern in kriegerischen Zeiten Schutz suchen konnten.

## Persönlichkeiten
- Georg Schürle (1870–1909), Missionar